# Liste der größten Flughäfen nach Frachtaufkommen

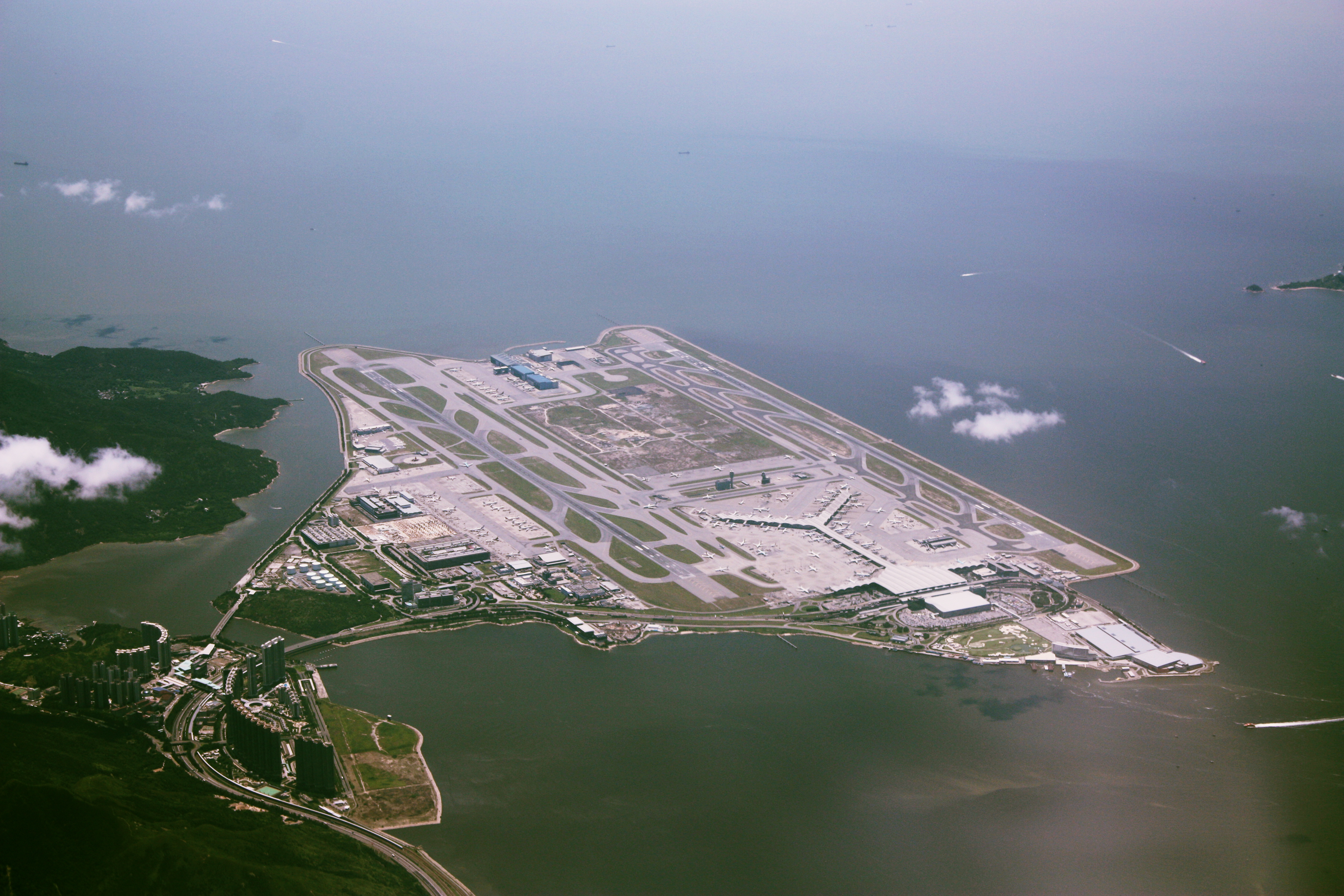
Hong Kong Airport (2010)

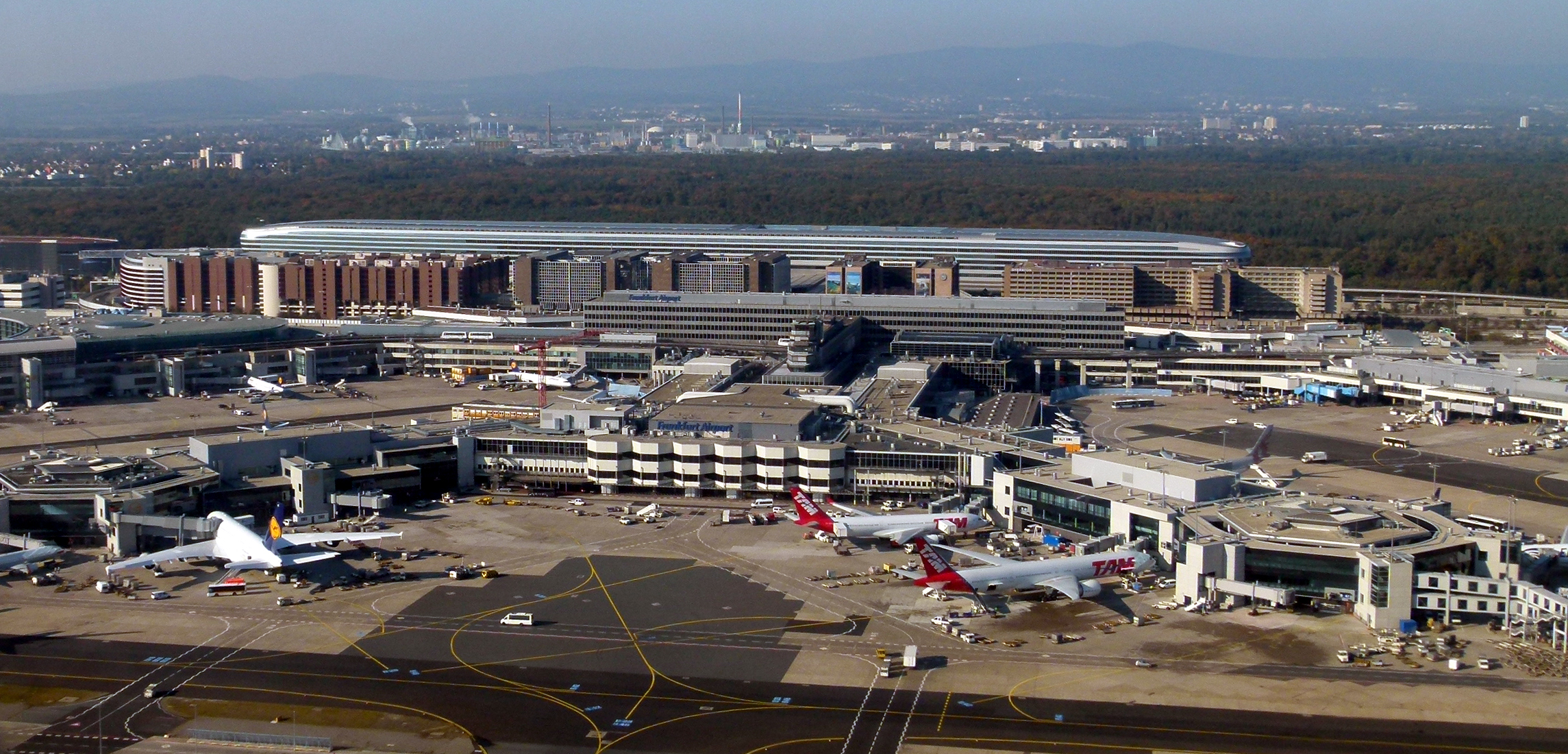
Flughafen Frankfurt Main (2011)

Die größten Flughäfen nach Frachtaufkommen sind die Flughäfen, die innerhalb eines Jahres die meiste Luftfracht befördern. Als Beförderung gilt sowohl das Einladen der Luftfracht am Startflughafen als auch die Entladung am Zielflughafen. Als Luftfracht werden alle Güter bezeichnet, die durch Luftverkehr mit einem Luftfrachtbrief transportiert werden. Die Rangliste ergibt sich aus dem Gewicht der transportieren Luftfracht, dieses wird in metrischer Tonne (t) angegeben.
Der größte Frachtflughafen der Welt ist seit dem Jahr 2010 der Hong Kong International Airport mit 4,62 Millionen Tonnen transportierter Luftfracht (2015). Mit 4,29 Mio. Tonnen folgt der langjährige Spitzenreiter Memphis International Airport auf dem zweiten Rang.
Die größten europäischen Frachtflughäfen waren 2013 der Flughafen Frankfurt Main (2,09 Mio. Tonnen), der Aéroport Paris-Charles de Gaulle (2,06 Mio. Tonnen) und der Flughafen Schiphol (1,56 Mio. Tonnen).
Die Daten der Rangliste basieren auf Veröffentlichungen von Airports Council International, der internationalen Vereinigung der Verkehrsflughäfen.

## Frachtaufkommen 2021
| Rang 2021 | Rang 2020 | Flughafen                                   | Stadt          | Land                | Code (IATA/ICAO) | Fracht in t 2021 | Fracht in t (Veränderung zu 2020 in %) |
| --------- | --------- | ------------------------------------------- | -------------- | ------------------- | ---------------- | ---------------- | -------------------------------------- |
| ▲ 1.      | 2.        | Hong Kong International Airport             | Hongkong       | Hongkong            | HKG/VHHH         | 5.025.495        | ▲ 12,5 %                               |
| ▼ 2.      | 1.        | Memphis International Airport               | Memphis        | Vereinigte Staaten  | MEM/KMEM         | 4.480.465        | ▼ 2,9 %                                |
| ▬ 3.      | 3.        | Shanghai Pudong International Airport       | Shanghai       | Volksrepublik China | PVG/ZSPD         | 3.982.616        | ▲ 8,0 %                                |
| ▬ 4.      | 4.        | Ted Stevens Anchorage International Airport | Anchorage      | Vereinigte Staaten  | ANC/PANC         | 3.555.160        | ▲ 12,6 %                               |
| ▲ 5.      | 6.        | Incheon International Airport               | Incheon/Seoul  | Südkorea            | ICN/RKSI         | 3.329.292        | ▲ 18,0 %                               |
| ▼ 6.      | 5.        | Louisville International Airport            | Louisville     | Vereinigte Staaten  | SDF/KSDF         | 3.052.269        | ▲ 4,6 %                                |
| ▬ 7.      | 7.        | Taiwan Taoyuan International Airport        | Taoyuan/Taipeh | Taiwan              | TPE/RCTP         | 2.812.065        | ▲ 20,0 %                               |
| ▬ 8.      | 8.        | Los Angeles International Airport           | Los Angeles    | Vereinigte Staaten  | LAX/KLAX         | 2.691.830        | ▲ 20,7 %                               |
| ▲ 9.      | 11.       | Narita International Airport                | Narita/Tokio   | Japan               | NRT/RJAA         | 2.644.074        | ▲ 31,1 %                               |
| ▼ 10.     | 9.        | Hamad International Airport                 | Doha           | Katar               | DOH/OTBD         | 2.620.095        | ▲ 20,5 %                               |

Quelle:

## Frachtaufkommen 2018
| Rang 2018 | Rang 2017 | Flughafen                                   | Stadt             | Land                         | Code (IATA/ICAO) | Fracht in t 2018 | Fracht in t (Veränderung zu 2017 in %) |
| --------- | --------- | ------------------------------------------- | ----------------- | ---------------------------- | ---------------- | ---------------- | -------------------------------------- |
| ▬ 1.      | 1.        | Hong Kong International Airport             | Hongkong          | Hongkong                     | HKG/VHHH         | 5.120.811        | ▲ 1,4 %                                |
| ▬ 2.      | 2.        | Memphis International Airport               | Memphis           | Vereinigte Staaten           | MEM/KMEM         | 4.470.196        | ▲ 3,1 %                                |
| ▬ 3.      | 3.        | Shanghai Pudong International Airport       | Shanghai          | Volksrepublik China          | PVG/ZSPD         | 3.768.573        | ▼ 1,5 %                                |
| ▬ 4.      | 4.        | Incheon International Airport               | Incheon/Seoul     | Südkorea                     | ICN/RKSI         | 2.952.123        | ▲ 1,0 %                                |
| ▬ 5.      | 5.        | Ted Stevens Anchorage International Airport | Anchorage         | Vereinigte Staaten           | ANC/PANC         | 2.806.743        | ▲ 3,5 %                                |
| ▬ 6.      | 6.        | Dubai International Airport                 | Dubai             | Vereinigte Arabische Emirate | DXB/OMDB         | 2.641.383        | ▼ 0,5 %                                |
| ▬ 7.      | 7.        | Louisville International Airport            | Louisville        | Vereinigte Staaten           | SDF/KSDF         | 2.623.019        | ▲ 0,8 %                                |
| ▲ 8.      | 9.        | Taiwan Taoyuan International Airport        | Taoyuan/Taipeh    | Taiwan                       | TPE/RCTP         | 2.322.823        | ▲ 2,4 %                                |
| ▼ 9.      | 8.        | Narita International Airport                | Narita/Tokio      | Japan                        | NRT/RJAA         | 2.261.008        | ▼ 3,2 %                                |
| ▲ 10.     | 13.       | Los Angeles International Airport           | Los Angeles       | Vereinigte Staaten           | LAX/KLAX         | 2.209.850        | ▲ 2,4 %                                |
| ▲ 11.     | 16.       | Hamad International Airport                 | Doha              | Katar                        | DOH/OTBD         | 2.198.308        | ▲ 8,8 %                                |
| ▬ 12.     | 12.       | Singapore Changi Airport                    | Singapur          | Singapur                     | SIN/WSSS         | 2.195.000        | ▲ 1,4 %                                |
| ▼ 13.     | 11.       | Flughafen Frankfurt Main                    | Frankfurt am Main | Deutschland                  | FRA/EDDF         | 2.176.387        | ▼ 0,8 %                                |
| ▼ 14.     | 10.       | Aéroport Paris-Charles de Gaulle            | Paris             | Frankreich                   | CDG/LFPG         | 2.156.327        | ▼ 1,8 %                                |
| ▲ 15.     | 14.       | Miami International Airport                 | Miami             | Vereinigte Staaten           | MIA/KMIA         | 2.129.658        | ▲ 2,8 %                                |
| ▼ 16.     | 15.       | Beijing Capital International Airport       | Peking            | Volksrepublik China          | PEK/ZBAA         | 2.074.005        | ▲ 2,2 %                                |
| ▲ 17.     | 18.       | Guangzhou Baiyun International Airport      | Guangzhou         | Volksrepublik China          | CAN/ZGGG         | 1.890.561        | ▲ 5,0 %                                |
| ▲ 18.     | 20.       | O’Hare International Airport                | Chicago           | Vereinigte Staaten           | ORD/KORD         | 1.868.880        | ▲ 3,6 %                                |
| ▼ 19.     | 17.       | London Heathrow Airport                     | London            | Vereinigtes Königreich       | LHR/EGLL         | 1.771.342        | ▼ 1,3 %                                |
| ▼ 20.     | 19.       | Luchthaven Schiphol                         | Amsterdam         | Niederlande                  | AMS/EHAM         | 1.737.984        | ▼ 2,7 %                                |

Quelle:

## Frachtaufkommen 2015
| Rang 2015 | Rang 2014 | Flughafen                                   | Stadt                 | Land                         | Code (IATA/ICAO) | Fracht in t 2015 | Fracht in t (Veränderung zu 2014 in %) |
| --------- | --------- | ------------------------------------------- | --------------------- | ---------------------------- | ---------------- | ---------------- | -------------------------------------- |
| ▬ 1.      | 1.        | Hong Kong International Airport             | Hongkong              | Hongkong                     | HKG/VHHH         | 4.615.241        | ▲ 2,2 %                                |
| ▬ 2.      | 2.        | Memphis International Airport               | Memphis               | Vereinigte Staaten           | MEM/KMEM         | 4.291.368        | ▲ 0,0 %                                |
| ▬ 3.      | 3.        | Shanghai Pudong International Airport       | Shanghai              | Volksrepublik China          | PVG/ZSPD         | 3.440.280        | ▲ 5,0 %                                |
| ▬ 4.      | 4.        | Ted Stevens Anchorage International Airport | Anchorage             | Vereinigte Staaten           | ANC/PANC         | 2.762.501        | ▲ 5,0 %                                |
| ▬ 5.      | 5.        | Incheon International Airport               | Incheon/Seoul         | Südkorea                     | ICN/RKSI         | 2.714.341        | ▲ 4,6 %                                |
| ▬ 6.      | 6.        | Dubai International Airport                 | Dubai                 | Vereinigte Arabische Emirate | DXB/OMDB         | 2.534.786        | ▲ 1,3 %                                |
| ▬ 7.      | 7.        | Louisville International Airport            | Louisville            | Vereinigte Staaten           | SDF/KSDF         | 2.407.307        | ▲ 2,4 %                                |
| ▲ 8.      | 10.       | Flughafen Frankfurt Main                    | Frankfurt am Main     | Deutschland                  | FRA/EDDF         | 2.150.000        | ▲ 3,5 %                                |
| ▬ 9.      | 9.        | Aéroport Paris-Charles de Gaulle            | Paris                 | Frankreich                   | CDG/LFPG         | 2.088.795        | ▼ 0,1 %                                |
| ▼ 10.     | 8.        | Narita International Airport                | Narita/Tokio          | Japan                        | NRT/RJAA         | 2.085.276        | ▼ 1,7 %                                |
| ▲ 11.     | 13.       | Los Angeles International Airport           | Los Angeles           | Vereinigte Staaten           | LAX/KLAX         | 2.039.627        | ▲ 5,2 %                                |
| ▬ 12.     | 12.       | Miami International Airport                 | Miami                 | Vereinigte Staaten           | MIA/KMIA         | 2.012.193        | ▲ 0,4 %                                |
| ▼ 13.     | 11.       | Taiwan Taoyuan International Airport        | Taoyuan/Taipeh        | Taiwan                       | TPE/RCTP         | 1.979.406        | ▼ 2,1 %                                |
| ▲ 14.     | 15.       | Singapore Changi Airport                    | Singapur              | Singapur                     | SIN/WSSS         | 1.907.756        | ▲ 1,1 %                                |
| ▼ 15.     | 14.       | Beijing Capital International Airport       | Peking                | Volksrepublik China          | PEK/ZBAA         | 1.831.167        | ▼ 3,1 %                                |
| ▲ 16.     | 20.       | Hamad International Airport                 | Doha                  | Katar                        | DOH/OTBD         | 1.758.075        | ▲ 20,8 %                               |
| ▬ 17.     | 17.       | O’Hare International Airport                | Chicago               | Vereinigte Staaten           | ORD/KORD         | 1.726.362        | ▲ 8,4 %                                |
| ▼ 18.     | 16.       | Luchthaven Schiphol                         | Amsterdam             | Niederlande                  | AMS/EHAM         | 1.700.000        | ▲ 2,7 %                                |
| ▬ 19.     | 19.       | Guangzhou Baiyun International Airport      | Guangzhou             | Volksrepublik China          | CAN/ZGGG         | 1.652.215        | ▼ 7,4 %                                |
| ▼ 20.     | 18.       | London Heathrow Airport                     | London                | Vereinigtes Königreich       | LHR/EGLL         | 1.541.029        | ▼ 3,2 %                                |
| ▲ 21.     | 22.       | Suvarnabhumi Airport                        | Bangkok               | Thailand                     | BKK/VTBS         | 1.351.878        | ▲ 9,9 %                                |
| ▼ 22.     | 21.       | John F. Kennedy International Airport       | New York City         | Vereinigte Staaten           | JFK/KJFK         | 1.273.491        | ▼ 1,0 %                                |
| ▬ 23.     | 23.       | Tokyo Haneda International Airport          | Tokio                 | Japan                        | HND/RJTT         | 1.233.390        | ▲ 5,3 %                                |
| ▲ 24.     | 25.       | Shenzhen Baoan International Airport        | Shenzhen              | Volksrepublik China          | SZX/ZGSZ         | 1.125.000        | ▲ 11,0 %                               |
| ▼ 25.     | 24.       | Indianapolis International Airport          | Indianapolis          | Vereinigte Staaten           | IND/KIND         | 1.065.114        | ▼ 1,8 %                                |
| ▬ 26.     | 26.       | Flughafen Leipzig/Halle                     | Leipzig/Halle (Saale) | Deutschland                  | LEJ/EDDP         | 1.052.372        | ▲ 6,9 %                                |
| ▲ NEU.    | ...       | Al Maktoum International Airport            | Dubai                 | Vereinigte Arabische Emirate | DWC/OMDW         | 1.008.602        | ▲ 13,2 %                               |
| ▬ 28.     | 28.       | Abu Dhabi International Airport             | Abu Dhabi             | Vereinigte Arabische Emirate | AUH/OMAA         | 984.388          | ▲ 17,5 %                               |
| ▲ 29.     | 30.       | Indira Gandhi International Airport         | Delhi                 | Indien                       | DEL/VIDP         | 857.419          | ▲ 11,0 %                               |
| ▼ 30.     | 29.       | Luxemburg International Airport             | Luxemburg             | Luxemburg                    | LUX/ELLX         | 821.000          | ▲ 5,3 %                                |

Quelle:

## Frachtaufkommen 2013
| Rang 2012 | Rang 2013 | Flughafen                                   | Stadt                 | Land                         | Code (IATA/ICAO) | Fracht in t 2013 | Fracht in t (Veränderung zu 2012 in %) |
| --------- | --------- | ------------------------------------------- | --------------------- | ---------------------------- | ---------------- | ---------------- | -------------------------------------- |
| ▬ 1.      | 1.        | Hong Kong International Airport             | Hongkong              | Hongkong                     | HKG/VHHH         | 4.166.303        | ▲ 2,4 %                                |
| ▬ 2.      | 2.        | Memphis International Airport               | Memphis               | Vereinigte Staaten           | MEM/KMEM         | 4.137.801        | ▲ 3,0 %                                |
| ▬ 3.      | 3.        | Shanghai Pudong International Airport       | Shanghai              | Volksrepublik China          | PVG/ZSPD         | 2.928.527        | ▼ 0,3 %                                |
| ▲ 5.      | 4.        | Incheon International Airport               | Incheon/Seoul         | Südkorea                     | ICN/RKSI         | 2.464.384        | ▲ 0,3 %                                |
| ▲ 6.      | 5.        | Dubai International Airport                 | Dubai                 | Vereinigte Arabische Emirate | DXB/OMDB         | 2.435.567        | ▲ 6,8 %                                |
| ▼ 4.      | 6.        | Ted Stevens Anchorage International Airport | Anchorage             | Vereinigte Staaten           | ANC/PANC         | 2.421.145        | ▼ 1,7 %                                |
| ▬ 7.      | 7.        | Louisville International Airport            | Louisville            | Vereinigte Staaten           | SDF/KSDF         | 2.216.079        | ▲ 2,2 %                                |
| ▲ 9.      | 8.        | Flughafen Frankfurt Main                    | Frankfurt am Main     | Deutschland                  | FRA/EDDF         | 2.094.453        | ▲ 1,4 %                                |
| ▼ 8.      | 9.        | Aéroport Paris-Charles de Gaulle            | Paris                 | Frankreich                   | CDG/LFPG         | 2.069.200        | ▼ 3,8 %                                |
| ▬ 10.     | 10.       | Narita International Airport                | Narita/Tokio          | Japan                        | NRT/RJAA         | 2.019.844        | ▲ 0,7 %                                |
| ▬ 11.     | 11.       | Miami International Airport                 | Miami                 | Vereinigte Staaten           | MIA/KMIA         | 1.945.012        | ▲ 0,8 %                                |
| ▬ 12.     | 12.       | Singapore Changi Airport                    | Singapur              | Singapur                     | SIN/WSSS         | 1.885.978        | ▲ 0,8 %                                |
| ▬ 13.     | 13.       | Beijing Capital International Airport       | Peking                | Volksrepublik China          | PEK/ZBAA         | 1.843.681        | ▲ 2,4 %                                |
| ▬ 14.     | 14.       | Los Angeles International Airport           | Los Angeles           | Vereinigte Staaten           | LAX/KLAX         | 1.747.284        | ▼ 1,9 %                                |
| ▬ 15.     | 15.       | Taiwan Taoyuan International Airport        | Taoyuan/Taipeh        | Taiwan                       | TPE/RCTP         | 1.571.814        | ▼ 0,4 %                                |
| ▲ 17.     | 16.       | Luchthaven Schiphol                         | Amsterdam             | Niederlande                  | AMS/EHAM         | 1.565.961        | ▲ 3,6 %                                |
| ▼ 16.     | 17.       | London Heathrow Airport                     | London                | Vereinigtes Königreich       | LHR/EGLL         | 1.515.056        | ▼ 2,6 %                                |
| ▲ 21.     | 18.       | Guangzhou Baiyun International Airport      | Guangzhou             | Volksrepublik China          | CAN/ZGGG         | 1.309.746        | ▲ 4,9 %                                |
| ▬ 19.     | 19.       | John F. Kennedy International Airport       | New York City         | Vereinigte Staaten           | JFK/KJFK         | 1.295.473        | ▲ 0,8 %                                |
| ▼ 18.     | 20.       | Suvarnabhumi Airport                        | Bangkok               | Thailand                     | BKK/VTBS         | 1.236.223        | ▼ 8,1 %                                |
| ▼ 20.     | 21.       | O’Hare International Airport                | Chicago               | Vereinigte Staaten           | ORD/KORD         | 1.228.791        | ▼ 2,0 %                                |
| ▬ 22.     | 22.       | Indianapolis International Airport          | Indianapolis          | Vereinigte Staaten           | IND/KIND         | 991.307          | ▲ 7,5 %                                |
| ▬ 23.     | 23.       | Tokyo Haneda International Airport          | Tokio                 | Japan                        | HND/RJTT         | 954.446          | ▲ 4,9 %                                |
| ▬ 24.     | 24.       | Shenzhen Baoan International Airport        | Shenzhen              | Volksrepublik China          | SZX/ZGSZ         | 913.472          | ▲ 6,9 %                                |
| ▲ 26.     | 25.       | Doha International Airport                  | Doha                  | Katar                        | DOH/OTBD         | 883.264          | ▲ 4,6 %                                |
| ▼ 25.     | 26.       | Flughafen Leipzig/Halle                     | Leipzig/Halle (Saale) | Deutschland                  | LEJ/EDDP         | 878.024          | ▲ 3,8 %                                |
| ▲ 28.     | 27.       | Flughafen Köln/Bonn                         | Köln/Bonn             | Deutschland                  | CGN/EDDK         | 717.146          | ▼ 1,8 %                                |
| ▲ 30.     | 28.       | Kuala Lumpur International Airport          | Kuala Lumpur          | Malaysia                     | KUL/WMKK         | 713.254          | ▲ 1,8 %                                |
| ▲ NEU     | ...       | Abu Dhabi International Airport             | Abu Dhabi             | Vereinigte Arabische Emirate | AUH/OMAA         | 712.488          | ▲ 24,1 %                               |
| ▼ 29.     | 30.       | Kansai International Airport                | Kansai/Osaka          | Japan                        | KIX/RJBB         | 682.338          | ▼ 5,6 %                                |

Quelle:

## Frachtaufkommen 2011
| Rang 2010 | Rang 2011 | Flughafen                                   | Stadt                 | Land                         | Code (IATA/ICAO) | Fracht in t 2011 | Fracht in t (Veränderung zu 2010 in %) |
| --------- | --------- | ------------------------------------------- | --------------------- | ---------------------------- | ---------------- | ---------------- | -------------------------------------- |
| ▬ 1.      | 1.        | Hong Kong International Airport             | Hongkong              | Hongkong                     | HKG/VHHH         | 3.968.397        | ▼ 4,7 %                                |
| ▬ 2.      | 2.        | Memphis International Airport               | Memphis               | Vereinigte Staaten           | MEM/KMEM         | 3.916.535        | ▬ 0 %                                  |
| ▬ 3.      | 3.        | Shanghai Pudong International Airport       | Shanghai              | Volksrepublik China          | PVG/ZSPD         | 3.103.030        | ▼ 4,3 %                                |
| ▲ 5.      | 4.        | Ted Stevens Anchorage International Airport | Anchorage             | Vereinigte Staaten           | ANC/PANC         | 2.625.201        | ▲ 0,5 %                                |
| ▼ 4.      | 5.        | Incheon International Airport               | Incheon/Seoul         | Südkorea                     | ICN/RKSI         | 2.539.222        | ▼ 5,4 %                                |
| ▲ 8.      | 6.        | Dubai International Airport                 | Dubai                 | Vereinigte Arabische Emirate | DXB/OMDB         | 2.269.768        | ▬ 0 %                                  |
| ▬ 7.      | 7.        | Flughafen Frankfurt Main                    | Frankfurt am Main     | Deutschland                  | FRA/EDDF         | 2.215.181        | ▼ 2,6 %                                |
| ▲ 10.     | 8.        | Louisville International Airport            | Louisville            | Vereinigte Staaten           | SDF/KSDF         | 2.187.766        | ▲ 1,0 %                                |
| ▼ 6.      | 9.        | Aéroport Paris-Charles de Gaulle            | Paris                 | Frankreich                   | CDG/LFPG         | 2.095.773        | ▼ 4,0 %                                |
| ▼ 9.      | 10.       | Narita International Airport                | Narita/Tokio          | Japan                        | NRT/RJAA         | 1.945.110        | ▼ 10,3 %                               |
| ▬ 11.     | 11.       | Singapore Changi Airport                    | Singapur              | Singapur                     | SIN/WSSS         | 1.898.850        | ▲ 3,1 %                                |
| ▬ 12.     | 12.       | Miami International Airport                 | Miami                 | Vereinigte Staaten           | MIA/KMIA         | 1.840.231        | ▲ 0,2 %                                |
| ▲ 14.     | 13.       | Los Angeles International Airport           | Los Angeles           | Vereinigte Staaten           | LAX/KLAX         | 1.688.351        | ▼ 7,2 %                                |
| ▲ 15.     | 14.       | Beijing Capital International Airport       | Peking                | Volksrepublik China          | PEK/ZBAA         | 1.668.751        | ▲ 7,7 %                                |
| ▼ 13.     | 15.       | Taiwan Taoyuan International Airport        | Taoyuan/Taipeh        | Taiwan                       | TPE/RCTP         | 1.627.461        | ▼ 7,9 %                                |
| ▬ 16.     | 16.       | London Heathrow Airport                     | London                | Vereinigtes Königreich       | LHR/EGLL         | 1.569.450        | ▲ 1,2 %                                |
| ▬ 17.     | 17.       | Luchthaven Schiphol                         | Amsterdam             | Niederlande                  | AMS/EHAM         | 1.549.686        | ▲ 0,8 %                                |
| ▬ 18.     | 18.       | O’Hare International Airport                | Chicago               | Vereinigte Staaten           | ORD/KORD         | 1.506.117        | ▲ 1,0 %                                |
| ▬ 19.     | 19.       | John F. Kennedy International Airport       | New York City         | Vereinigte Staaten           | JFK/KJFK         | 1.351.259        | ▲ 0,1 %                                |
| ▬ 20.     | 20.       | Suvarnabhumi Airport                        | Bangkok               | Thailand                     | BKK/VTBS         | 1.321.842        | ▲ 0,9 %                                |
| ▲ 22.     | 21.       | Indianapolis International Airport          | Indianapolis          | Vereinigte Staaten           | IND/KIND         | 907.594          | ▼ 4,2 %                                |
| ▲ 24.     | 22.       | Tokyo Haneda International Airport          | Tokio                 | Japan                        | HND/RJTT         | 873.016          | ▲ 6,7 %                                |
| ▲ 25.     | 23.       | Shenzhen Baoan International Airport        | Shenzhen              | Volksrepublik China          | SZX/ZGSZ         | 826.022          | ▲ 2,1 %                                |
| ▲ 27.     | 24.       | Doha International Airport                  | Doha                  | Katar                        | DOH/OTBD         | 808.099          | ▲ 14,2 %                               |
| ▼ 23.     | 25.       | Newark Liberty International Airport        | Newark/New York City  | Vereinigte Staaten           | EWR/KEWR         | 807.202          | ▼ 6,0 %                                |
| ▲ Neu     | ...       | Flughafen Leipzig/Halle                     | Leipzig/Halle (Saale) | Deutschland                  | LEJ/EDDP         | 760.355          | ▲ 16,5 %                               |
| ▼ 26.     | 27.       | Kansai International Airport                | Kansai/Osaka          | Japan                        | KIX/RJBB         | 742.976          | ▼ 2,2 %                                |
| ▲ Neu     | ...       | Flughafen Köln/Bonn                         | Köln/Bonn             | Deutschland                  | CGN/EDDK         | 726.259          | ▲ 12,8 %                               |
| ▬ 29.     | 29.       | Kuala Lumpur International Airport          | Kuala Lumpur          | Malaysia                     | KUL/WMKK         | 702.116          | ▲ 0,7 %                                |
| ▬ 30.     | 30.       | Chhatrapati Shivaji International Airport   | Mumbai                | Indien                       | BOM/VABB         | 681.266          | ▲ 1,5 %                                |

Quelle:

## Frachtaufkommen 2010
| Rang 2009 | Rang 2010 | Flughafen                                   | Stadt                | Land                         | Code (IATA/ICAO) | Fracht in t 2010 | Fracht in t (Veränderung zu 2009 in %) |
| --------- | --------- | ------------------------------------------- | -------------------- | ---------------------------- | ---------------- | ---------------- | -------------------------------------- |
| ▲ 2.      | 1.        | Hong Kong International Airport             | Hongkong             | Hongkong                     | HKG/VHHH         | 4.165.852        | ▲ 23,2 %                               |
| ▼ 1.      | 2.        | Memphis International Airport               | Memphis              | Vereinigte Staaten           | MEM/KMEM         | 3.916.811        | ▲ 5,9 %                                |
| ▬ 3.      | 3.        | Shanghai Pudong International Airport       | Shanghai             | Volksrepublik China          | PVG/ZSPD         | 3.228.081        | ▲ 26,9 %                               |
| ▬ 4.      | 4.        | Incheon International Airport               | Incheon/Seoul        | Südkorea                     | ICN/RKSI         | 2.684.499        | ▲ 16,1 %                               |
| ▲ 6.      | 5.        | Ted Stevens Anchorage International Airport | Anchorage            | Vereinigte Staaten           | ANC/PANC         | 2.646.695        | ▲ 36,6 %                               |
| ▼ 5.      | 6.        | Aéroport Paris-Charles de Gaulle            | Paris                | Frankreich                   | CDG/LFPG         | 2.399.067        | ▲ 16,8 %                               |
| ▲ 9.      | 7.        | Flughafen Frankfurt Main                    | Frankfurt am Main    | Deutschland                  | FRA/EDDF         | 2.275.000        | ▲ 20,5 %                               |
| ▬ 8.      | 8.        | Dubai International Airport                 | Dubai                | Vereinigte Arabische Emirate | DXB/OMDB         | 2.270.498        | ▲ 17,8 %                               |
| ▲ 10.     | 9.        | Narita International Airport                | Narita/Tokio         | Japan                        | NRT/RJAA         | 2.167.853        | ▲ 17,1 %                               |
| ▼ 7.      | 10.       | Louisville International Airport            | Louisville           | Vereinigte Staaten           | SDF/KSDF         | 2.166.656        | ▲ 11,2 %                               |
| ▬ 11.     | 11.       | Singapore Changi Airport                    | Singapur             | Singapur                     | SIN/WSSS         | 1.841.004        | ▲ 10,9 %                               |
| ▬ 12.     | 12.       | Miami International Airport                 | Miami                | Vereinigte Staaten           | MIA/KMIA         | 1.835.797        | ▲ 17,9 %                               |
| ▲ 15.     | 13.       | Taiwan Taoyuan International Airport        | Taoyuan/Taipeh       | Taiwan                       | TPE/RCTP         | 1.767.075        | ▲ 30,1 %                               |
| ▼ 13.     | 14.       | Los Angeles International Airport           | Los Angeles          | Vereinigte Staaten           | LAX/KLAX         | 1.747.629        | ▲ 15,8 %                               |
| ▼ 14.     | 15.       | Beijing Capital International Airport       | Peking               | Volksrepublik China          | PEK/ZBAA         | 1.551.471        | ▲ 5,1 %                                |
| ▬ 16.     | 16.       | London Heathrow Airport                     | London               | Vereinigtes Königreich       | LHR/EGLL         | 1.551.404        | ▲ 15,0 %                               |
| ▬ 17.     | 17.       | Luchthaven Schiphol                         | Amsterdam            | Niederlande                  | AMS/EHAM         | 1.538.134        | ▲ 16,8 %                               |
| ▲ 19.     | 18.       | O’Hare International Airport                | Chicago              | Vereinigte Staaten           | ORD/KORD         | 1.376.552        | ▲ 31,4 %                               |
| ▼ 18.     | 19.       | John F. Kennedy International Airport       | New York City        | Vereinigte Staaten           | JFK/KJFK         | 1.344.126        | ▲ 17,5 %                               |
| ▬ 20.     | 20.       | Suvarnabhumi Airport                        | Bangkok              | Thailand                     | BKK/VTBS         | 1.310.146        | ▲ 25,4 %                               |
| ▬ 21.     | 21.       | Guangzhou Baiyun International Airport      | Guangzhou            | Volksrepublik China          | CAN/ZGGG         | 1.144.456        | ▲ 19,8 %                               |
| ▬ 22.     | 22.       | Indianapolis International Airport          | Indianapolis         | Vereinigte Staaten           | IND/KIND         | 1.012.589        | ▲ 7,2 %                                |
| ▬ 23.     | 23.       | Newark Liberty International Airport        | Newark/New York City | Vereinigte Staaten           | EWR/KEWR         | 855.594          | ▲ 9,8 %                                |
| ▬ 24.     | 24.       | Tokyo Haneda International Airport          | Tokio                | Japan                        | HND/RJTT         | 818.806          | ▲ 3,7 %                                |
| ▲ 27.     | 25.       | Shenzhen Baoan International Airport        | Shenzhen             | Volksrepublik China          | SZX/ZGSZ         | 809.125          | ▲ 33,6 %                               |
| ▬ 26.     | 26.       | Kansai International Airport                | Kansai/Osaka         | Japan                        | KIX/RJBB         | 759.278          | ▲ 24,7 %                               |
| ▲ Neu     | ...       | Doha International Airport                  | Doha                 | Katar                        | DOH/OTBD         | 707.831          | ▲ 33,8 %                               |
| ▼ 25.     | 28.       | Luxemburg International Airport             | Luxemburg            | Luxemburg                    | LUX/ELLX         | 705.371          | ▲ 12,2 %                               |
| ▼ 28.     | 29.       | Kuala Lumpur International Airport          | Kuala Lumpur         | Malaysia                     | KUL/WMKK         | 694.296          | ▲ 15,4 %                               |
| ▬ 30.     | 30.       | Chhatrapati Shivaji International Airport   | Mumbai               | Indien                       | BOM/VABB         | 671.237          | ▲ 18,5 %                               |

Quelle:

## Frachtaufkommen 2009
| Rang  | Flughafen                                     | Stadt                | Land                         | Code (IATA/ICAO) | Fracht in t 2009 | Fracht in t (Veränderung zu 2008 in %) |
| ----- | --------------------------------------------- | -------------------- | ---------------------------- | ---------------- | ---------------- | -------------------------------------- |
| ▬ 1.  | Memphis International Airport                 | Memphis              | Vereinigte Staaten           | MEM/KMEM         | 3.697.054        | ▬ 0 %                                  |
| ▬ 2.  | Hong Kong International Airport               | Hongkong             | Hongkong                     | HKG/VHHH         | 3.385.313        | ▼ 7,5 %                                |
| ▬ 3.  | Flughafen Shanghai-Pudong                     | Shanghai             | Volksrepublik China          | PVG/ZSPD         | 2.543.394        | ▼ 2,3 %                                |
| ▬ 4.  | Flughafen Seoul Incheon                       | Incheon/Seoul        | Südkorea                     | ICN/RKSI         | 2.313.001        | ▼ 4,6 %                                |
| ▲ 5.  | Paris-Charles de Gaulle International Airport | Paris                | Frankreich                   | CDG/LFPG         | 2,054,515        | ▼ 9,9 %                                |
| ▼ 6.  | Ted Stevens Anchorage International Airport   | Anchorage            | Vereinigte Staaten           | ANC/PANC         | 1,994,629        | ▼ 15 %                                 |
| ▲ 7.  | Louisville International Airport              | Louisville           | Vereinigte Staaten           | SDF/KSDF         | 1.949.528        | ▼ 1,3 %                                |
| ▲ 8.  | Dubai International Airport                   | Dubai                | Vereinigte Arabische Emirate | DXB/OMDB         | 1.927.520        | ▲ 5,6 %                                |
| ▼ 9.  | Flughafen Frankfurt Main                      | Frankfurt am Main    | Deutschland                  | FRA/EDDF         | 1.887.686        | ▼ 10,6 %                               |
| ▼ 10. | Narita International Airport                  | Narita/Tokio         | Japan                        | NRT/RJAA         | 1.851.972        | ▼ 11,8 %                               |
| ▼ 11. | Singapore Changi Airport                      | Singapur             | Singapur                     | SIN/WSSS         | 1.660.724        | ▼ 11,9 %                               |
| ▬ 12. | Miami International Airport                   | Miami                | Vereinigte Staaten           | MIA/KMIA         | 1.557.401        | ▼ 13,8 %                               |
| ▬ 13. | Los Angeles International Airport             | Los Angeles          | Vereinigte Staaten           | LAX/KLAX         | 1.509.326        | ▼ 7,4 %                                |
| ▲ 14. | Beijing Capital International Airport         | Peking               | Volksrepublik China          | PEK/ZBAA         | 1.475.649        | ▲ 8,1 %                                |
| ▬ 15. | Taiwan Taoyuan International Airport          | Taoyuan/Taipei       | Taiwan                       | TPE/RCTP         | 1.358.304        | ▼ 9 %                                  |
| ▬ 16. | London Heathrow Airport                       | London               | Vereinigtes Königreich       | LHR/EGLL         | 1.349.571        | ▼ 9,2 %                                |
| ▼ 17. | Luchthaven Schiphol                           | Amsterdam            | Niederlande                  | AMS/EHAM         | 1.317.120        | ▼ 17,8 %                               |
| ▼ 18. | John F. Kennedy International Airport         | New York City        | Vereinigte Staaten           | JFK/KJFK         | 1.144.894        | ▼ 21,1 %                               |
| ▬ 19. | O’Hare International Airport                  | Chicago              | Vereinigte Staaten           | ORD/KORD         | 1.047.917        | ▼ 17,1 %                               |
| ▬ 20. | Suvarnabhumi International Airport            | Bangkok              | Thailand                     | BKK/VTBS         | 1.045.194        | ▼ 10,9 %                               |
| ▲ 21. | Guangzhou Baiyun International Airport        | Guangzhou            | Volksrepublik China          | CAN/ZGGG         | 955.270          | ▲ 39,3 %                               |
| ▼ 22. | Indianapolis International Airport            | Indianapolis         | Vereinigte Staaten           | IND/KIND         | 944.805          | ▼ 9,2 %                                |
| ▼ 23. | Newark Liberty International Airport          | Newark/New York City | Vereinigte Staaten           | EWR/KWER         | 779.642          | ▼ 12,1 %                               |
| ▼ 24. | Tokio-Haneda International Airport            | Tokio                | Japan                        | HAN/RJTT         | 779.118          | ▼ 8,3 %                                |
| ▬ 25. | Luxemburg International Airport               | Luxemburg            | Luxemburg                    | LUX/ELLX         | 628.667          | ▼ 20,2 %                               |
| ▼ 26. | Kansai International Airport                  | Kansai/Osaka         | Japan                        | KIX/RJBB         | 608.876          | ▼ 28 %                                 |
| ▲ 27. | Shenzhen Bao'an International Airport         | Shenzhen             | Volksrepublik China          | SZX/ZGSZ         | 605.469          | ▲ 1,2 %                                |
| ▼ 28. | Kuala Lumpur International Airport            | Kuala Lumpur         | Malaysia                     | KUL/WMKK         | 601.620          | ▼ 9,9 %                                |
| ▼ 29. | Dallas/Fort Worth International Airport       | Dallas/Fort Worth    | Vereinigte Staaten           | MCO/KMCO         | 578.906          | ▼ 11,3 %                               |
| ▲ 30. | Chhatrapati Shivaji International Airport     | Mumbai               | Indien                       | BOM/VABB         | 566.368          | ▲ 1,3 %                                |

Quelle: